# 6 Heures de Bahreïn 2015
Navigation
Édition précédente Édition suivante
Les 6 Heures de Bahreïn 2015, huitième et dernière manche du Championnat du monde d'endurance FIA 2015 ont été disputées le 21 novembre 2015 sur le Circuit international de Sakhir à Sakhir au Bahreïn. Elles sont remportées par la Porsche 919 Hybrid, pilotée par Marc Lieb, Romain Dumas et Neel Jani.

## Circuit

Le Circuit international de Sakhir, cadre des 6 Heures de Bahreïn 2015.

Les 6 Heures de Bahreïn 2015 se déroulent sur le Circuit international de Sakhir, circuit situé au Bahreïn. Il est composé de plusieurs longues lignes droites et de nombreux virages lents. Ce circuit est célèbre car il accueille la Formule 1.

## Qualifications
Voici le classement officiel au terme des qualifications. Les premiers de chaque catégorie sont signalés par un fond jauni.
| Position | Catégorie | Équipe                           | Temps          | Grille |
| -------- | --------- | -------------------------------- | -------------- | ------ |
| 1        | LMP1      | No. 17 Porsche Team              | 1 min 39 s 736 | 1      |
| 2        | LMP1      | No. 18 Porsche Team              | 1 min 40 s 100 | 2      |
| 3        | LMP1      | No. 7 Audi Sport Team Joest      | 1 min 41 s 303 | 3      |
| 4        | LMP1      | No. 8 Audi Sport Team Joest      | 1 min 41 s 407 | 4      |
| 5        | LMP1      | No. 1 Toyota Racing              | 1 min 42 s 158 | 5      |
| 6        | LMP1      | No. 2 Toyota Racing              | 1 min 42 s 462 | 6      |
| 7        | LMP1      | No. 13 Rebellion Racing          | 1 min 46 s 660 | 7      |
| 8        | LMP1      | No. 12 Rebellion Racing          | 1 min 46 s 918 | 8      |
| 9        | LMP1      | No. 4 Team ByKolles              | 1 min 48 s 281 | 9      |
| 10       | LMP2      | No. 36 Signatech Alpine          | 1 min 49 s 993 | 10     |
| 11       | LMP2      | No. 26 G-Drive Racing            | 1 min 50 s 102 | 11     |
| 12       | LMP2      | No. 47 KCMG                      | 1 min 50 s 490 | 12     |
| 13       | LMP2      | No. 28 G-Drive Racing            | 1 min 50 s 720 | 13     |
| 14       | LMP2      | No. 43 Team SARD Morand          | 1 min 51 s 302 | 14     |
| 15       | LMP2      | No. 30 Extreme Speed Motorsports | 1 min 51 s 610 | 15     |
| 16       | LMP2      | No. 44 AF Racing                 | 1 min 52 s 020 | 16     |
| 17       | LMP2      | No. 42 Strakka Racing            | 1 min 52 s 260 | 17     |
| 18       | LMP2      | No. 31 Extreme Speed Motorsports | 1 min 55 s 472 | 18     |
| 19       | LMGTE Pro | No. 51 AF Corse                  | 1 min 58 s 347 | 19     |
| 20       | LMGTE Pro | No. 95 Aston Martin Racing       | 1 min 58 s 659 | 20     |
| 21       | LMGTE Pro | No. 99 Aston Martin Racing       | 1 min 58 s 777 | 21     |
| 22       | LMGTE Pro | No. 92 Porsche Team Manthey      | 1 min 58 s 988 | 22     |
| 23       | LMGTE Pro | No. 97 Aston Martin Racing       | 1 min 59 s 111 | 23     |
| 24       | LMGTE Pro | No. 91 Porsche Team Manthey      | 1 min 59 s 807 | 24     |
| 25       | LMGTE Am  | No. 98 Aston Martin Racing       | 2 min 00 s 522 | 25     |
| 26       | LMGTE Am  | No. 50 Larbre Compétition        | 2 min 00 s 944 | 26     |
| 27       | LMGTE Am  | No. 72 SMP Racing                | 2 min 00 s 988 | 27     |
| 28       | LMGTE Am  | No. 83 AF Corse                  | 2 min 01 s 796 | 28     |
| 29       | LMGTE Am  | No. 77 Dempsey Racing-Proton     | 2 min 02 s 348 | 29     |
| 30       | LMGTE Am  | No. 96 Aston Martin Racing       | 2 min 03 s 517 | 30     |
| 31       | LMGTE Pro | No. 71 AF Corse                  | 2 min 04 s 574 | 31     |
| —        | LMGTE Am  | No. 88 Abu Dhabi-Proton Racing   | Pas de temps   | 32     |

## Résultats
Voici le classement officiel au terme de la course.
- Les vainqueurs de chaque catégorie sont signalés par un fond jauni.
- Pour la colonne Pneus, il faut passer le curseur au-dessus du modèle pour connaître le manufacturier de pneumatiques.

| Position | Catégorie | n° | Équipe                    | Pilotes                                               | Châssis                        | Pneus | Tours |
| Position | Catégorie | n° | Équipe                    | Pilotes                                               | Moteur                         | Pneus | Tours |
| -------- | --------- | -- | ------------------------- | ----------------------------------------------------- | ------------------------------ | ----- | ----- |
| 1        | LMP1      | 18 | Porsche Team              | Marc Lieb Romain Dumas Neel Jani                      | Porsche 919 Hybrid             | M     | 199   |
| 1        | LMP1      | 18 | Porsche Team              | Marc Lieb Romain Dumas Neel Jani                      | Porsche 2.0 L Turbo V4         | M     | 199   |
| 2        | LMP1      | 7  | Audi Sport Team Joest     | André Lotterer Marcel Fässler Benoît Tréluyer         | Audi R18 e-tron quattro        | M     | 199   |
| 2        | LMP1      | 7  | Audi Sport Team Joest     | André Lotterer Marcel Fässler Benoît Tréluyer         | Audi TDI 4.0 L Turbo Diesel V6 | M     | 199   |
| 3        | LMP1      | 2  | Toyota Racing             | Alexander Wurz Stéphane Sarrazin Mike Conway          | Toyota TS040 Hybrid            | M     | 196   |
| 3        | LMP1      | 2  | Toyota Racing             | Alexander Wurz Stéphane Sarrazin Mike Conway          | Toyota 3.7 L V8                | M     | 196   |
| 4        | LMP1      | 1  | Toyota Racing             | Anthony Davidson Sébastien Buemi Kazuki Nakajima      | Toyota TS040 Hybrid            | M     | 196   |
| 4        | LMP1      | 1  | Toyota Racing             | Anthony Davidson Sébastien Buemi Kazuki Nakajima      | Toyota 3.7 L V8                | M     | 196   |
| 5        | LMP1      | 17 | Porsche Team              | Timo Bernhard Brendon Hartley Mark Webber             | Porsche 919 Hybrid             | M     | 190   |
| 5        | LMP1      | 17 | Porsche Team              | Timo Bernhard Brendon Hartley Mark Webber             | Porsche 2.0 L Turbo V4         | M     | 190   |
| 6        | LMP1      | 8  | Audi Sport Team Joest     | Loïc Duval Lucas di Grassi Oliver Jarvis              | Audi R18 e-tron quattro        | M     | 188   |
| 6        | LMP1      | 8  | Audi Sport Team Joest     | Loïc Duval Lucas di Grassi Oliver Jarvis              | Audi TDI 4.0 L Turbo Diesel V6 | M     | 188   |
| 7        | LMP2      | 26 | G-Drive Racing            | Roman Rusinov Julien Canal Sam Bird                   | Ligier JS P2                   | D     | 183   |
| 7        | LMP2      | 26 | G-Drive Racing            | Roman Rusinov Julien Canal Sam Bird                   | Nissan VK45DE 4.5 L V8         | D     | 183   |
| 8        | LMP2      | 47 | KCMG                      | Matthew Howson Richard Bradley Nick Tandy             | Oreca 05                       | D     | 183   |
| 8        | LMP2      | 47 | KCMG                      | Matthew Howson Richard Bradley Nick Tandy             | Nissan VK45DE 4.5 L V8         | D     | 183   |
| 9        | LMP2      | 28 | G-Drive Racing            | Gustavo Yacamán Ricardo González Pipo Derani          | Ligier JS P2                   | D     | 182   |
| 9        | LMP2      | 28 | G-Drive Racing            | Gustavo Yacamán Ricardo González Pipo Derani          | Nissan VK45DE 4.5 L V8         | D     | 182   |
| 10       | LMP2      | 36 | Signatech Alpine          | Nelson Panciatici Paul-Loup Chatin Tom Dillmann       | Alpine A450b                   | D     | 182   |
| 10       | LMP2      | 36 | Signatech Alpine          | Nelson Panciatici Paul-Loup Chatin Tom Dillmann       | Nissan VK45DE 4.5 L V8         | D     | 182   |
| 11       | LMP1      | 13 | Rebellion Racing          | Alexandre Imperatori Dominik Kraihamer Mathéo Tuscher | Rebellion R-One                | M     | 181   |
| 11       | LMP1      | 13 | Rebellion Racing          | Alexandre Imperatori Dominik Kraihamer Mathéo Tuscher | AER P60 2.4 L Turbo V6         | M     | 181   |
| 12       | LMP1      | 4  | Team ByKolles             | Simon Trummer Pierre Kaffer                           | CLM P1/01                      | M     | 180   |
| 12       | LMP1      | 4  | Team ByKolles             | Simon Trummer Pierre Kaffer                           | AER P60 2.4 L Turbo V6         | M     | 180   |
| 13       | LMP2      | 44 | AF Racing                 | Nicolas Minassian Mikhail Aleshin David Markozov      | BR Engineering BR01            | D     | 179   |
| 13       | LMP2      | 44 | AF Racing                 | Nicolas Minassian Mikhail Aleshin David Markozov      | Nissan VK45DE 4.5 L V8         | D     | 179   |
| 14       | LMP1      | 12 | Rebellion Racing          | Nicolas Prost Mathias Beche                           | Rebellion R-One                | M     | 179   |
| 14       | LMP1      | 12 | Rebellion Racing          | Nicolas Prost Mathias Beche                           | AER P60 2.4 L Turbo V6         | M     | 179   |
| 15       | LMP2      | 42 | Strakka Racing            | Nick Leventis Jonny Kane Danny Watts                  | Gibson 015S                    | D     | 178   |
| 15       | LMP2      | 42 | Strakka Racing            | Nick Leventis Jonny Kane Danny Watts                  | Nissan VK45DE 4.5 L V8         | D     | 178   |
| 16       | LMP2      | 43 | Team SARD Morand          | Oliver Webb Pierre Ragues Chris Cumming               | Morgan LMP2 Evo                | D     | 177   |
| 16       | LMP2      | 43 | Team SARD Morand          | Oliver Webb Pierre Ragues Chris Cumming               | SARD 3.6 L V8                  | D     | 177   |
| 17       | LMP2      | 30 | Extreme Speed Motorsports | Scott Sharp Ryan Dalziel David Heinemeier Hansson     | Ligier JS P2                   | D     | 176   |
| 17       | LMP2      | 30 | Extreme Speed Motorsports | Scott Sharp Ryan Dalziel David Heinemeier Hansson     | Honda HR28TT 2.8 L Turbo V6    | D     | 176   |
| 18       | LMGTE Pro | 92 | Porsche Team Manthey      | Patrick Pilet Frédéric Makowiecki                     | Porsche 911 RSR (991)          | M     | 173   |
| 18       | LMGTE Pro | 92 | Porsche Team Manthey      | Patrick Pilet Frédéric Makowiecki                     | Porsche 4.0 L Flat-6           | M     | 173   |
| 19       | LMGTE Pro | 51 | AF Corse                  | Gianmaria Bruni Toni Vilander                         | Ferrari 458 Italia GT2         | M     | 173   |
| 19       | LMGTE Pro | 51 | AF Corse                  | Gianmaria Bruni Toni Vilander                         | Ferrari 4.5 L V8               | M     | 173   |
| 20       | LMP2      | 31 | Extreme Speed Motorsports | Ed Brown Johannes van Overbeek Jon Fogarty            | Ligier JS P2                   | D     | 173   |
| 20       | LMP2      | 31 | Extreme Speed Motorsports | Ed Brown Johannes van Overbeek Jon Fogarty            | Honda HR28TT 2.8 L Turbo V6    | D     | 173   |
| 21       | LMGTE Pro | 97 | Aston Martin Racing       | Darren Turner Jonathan Adam                           | Aston Martin Vantage GTE       | M     | 173   |
| 21       | LMGTE Pro | 97 | Aston Martin Racing       | Darren Turner Jonathan Adam                           | Aston Martin 4.5 L V8          | M     | 173   |
| 22       | LMGTE Pro | 95 | Aston Martin Racing       | Christoffer Nygaard Marco Sørensen Nicki Thiim        | Aston Martin Vantage GTE       | M     | 173   |
| 22       | LMGTE Pro | 95 | Aston Martin Racing       | Christoffer Nygaard Marco Sørensen Nicki Thiim        | Aston Martin 4.5 L V8          | M     | 173   |
| 23       | LMGTE Pro | 91 | Porsche Team Manthey      | Michael Christensen Richard Lietz                     | Porsche 911 RSR (991)          | M     | 172   |
| 23       | LMGTE Pro | 91 | Porsche Team Manthey      | Michael Christensen Richard Lietz                     | Porsche 4.0 L Flat-6           | M     | 172   |
| 24       | LMGTE Pro | 71 | AF Corse                  | Davide Rigon James Calado                             | Ferrari 458 Italia GT2         | M     | 172   |
| 24       | LMGTE Pro | 71 | AF Corse                  | Davide Rigon James Calado                             | Ferrari 4.5 L V8               | M     | 172   |
| 25       | LMGTE Pro | 99 | Aston Martin Racing       | Fernando Rees Alex MacDowall Richie Stanaway          | Aston Martin Vantage GTE       | M     | 171   |
| 25       | LMGTE Pro | 99 | Aston Martin Racing       | Fernando Rees Alex MacDowall Richie Stanaway          | Aston Martin 4.5 L V8          | M     | 171   |
| 26       | LMGTE Am  | 98 | Aston Martin Racing       | Paul Dalla Lana Pedro Lamy Mathias Lauda              | Aston Martin Vantage GTE       | M     | 170   |
| 26       | LMGTE Am  | 98 | Aston Martin Racing       | Paul Dalla Lana Pedro Lamy Mathias Lauda              | Aston Martin 4.5 L V8          | M     | 170   |
| 27       | LMGTE Am  | 88 | Abu Dhabi-Proton Racing   | Marco Mapelli Klaus Bachler Khaled Al Qubaisi         | Porsche 911 RSR (991)          | M     | 170   |
| 27       | LMGTE Am  | 88 | Abu Dhabi-Proton Racing   | Marco Mapelli Klaus Bachler Khaled Al Qubaisi         | Porsche 4.0 L Flat-6           | M     | 170   |
| 28       | LMGTE Am  | 77 | Dempsey Racing-Proton     | Christian Ried Patrick Long Marco Seefried            | Porsche 911 RSR (991)          | M     | 170   |
| 28       | LMGTE Am  | 77 | Dempsey Racing-Proton     | Christian Ried Patrick Long Marco Seefried            | Porsche 4.0 L Flat-6           | M     | 170   |
| 29       | LMGTE Am  | 83 | AF Corse                  | François Perrodo Emmanuel Collard Matteo Cressoni     | Ferrari 458 Italia GT2         | M     | 169   |
| 29       | LMGTE Am  | 83 | AF Corse                  | François Perrodo Emmanuel Collard Matteo Cressoni     | Ferrari 4.5 L V8               | M     | 169   |
| 30       | LMGTE Am  | 72 | SMP Racing                | Viktor Shaytar Aleksey Basov Andrea Bertolini         | Ferrari 458 Italia GT2         | M     | 169   |
| 30       | LMGTE Am  | 72 | SMP Racing                | Viktor Shaytar Aleksey Basov Andrea Bertolini         | Ferrari 4.5 L V8               | M     | 169   |
| 31       | LMGTE Am  | 50 | Larbre Compétition        | Gianluca Roda Paolo Ruberti Kristian Poulsen          | Chevrolet Corvette C7.R        | M     | 169   |
| 31       | LMGTE Am  | 50 | Larbre Compétition        | Gianluca Roda Paolo Ruberti Kristian Poulsen          | Chevrolet 5.5 L V8             | M     | 169   |
| 32       | LMGTE Am  | 96 | Aston Martin Racing       | Roald Goethe Stuart Hall Francesco Castellacci        | Aston Martin Vantage GTE       | M     | 168   |
| 32       | LMGTE Am  | 96 | Aston Martin Racing       | Roald Goethe Stuart Hall Francesco Castellacci        | Aston Martin 4.5 L V8          | M     | 168   |

## Faits marquants
- Timo Bernhard, Brendon Hartley et Mark Webber deviennent champions du monde d'endurance 2015.
- La course n'a connu aucun abandon pour une durée de 6 heures et 32 équipages[3].